# Conselho da Justiça Federal
O Conselho da Justiça Federal (CJF), órgão autônomo com sede em Brasília-DF, tem como missão promover e assegurar a integração e o aprimoramento humano e material das instituições que compõem a Justiça Federal, como órgão central do sistema. O Colegiado do CJF é formado por cinco ministros do Superior Tribunal de Justiça (STJ) e pelos presidentes dos seis Tribunais Regionais Federais do país, sendo presidido pelo presidente e vice-presidente do STJ.
Examinar e encaminhar  ao STJ a criação e extinção de cargos, fixação de vencimentos e vantagens de servidores e magistrados  da Justiça Federal de 1ª e 2ª instância, promover a padronização de procedimentos administrativos e jurisdicionais entre as instituições da Justiça Federal e a administração orçamentária dessas instituições são as principais atribuições do CJF. Por meio de seus atos administrativos, o CJF tem regulamentado uma série de atividades essenciais à celeridade na prestação jurisdicional da Justiça Federal. As competências e composição do Conselho são regulamentadas pela Lei n. 11.798/2008, incluindo a normatização das atividades de recursos humanos, orçamento, administração financeira, controle interno e informática, além de outras atividades auxiliares comuns. 

## Funções adicionais
Associado à sua função uniformizadora, o CJF exerce um importante papel como órgão centralizador de informações estratégicas sobre a Justiça Federal em âmbito nacional. Por meio das atividades de informação, de ensino e de pesquisa voltadas ao aprimoramento da Justiça, realizados pelo seu Centro de Estudos Judiciários, o CJF funciona como um espaço fértil de reflexão e de difusão de conhecimentos. Para o desempenho da sua missão, o CJF funciona como órgão central de coordenação dos sistemas administrativos da Justiça Federal – Informação, Recursos Humanos, Tecnologia da Informação e Comunicação, Controle Interno e Planejamento e Orçamento –, que centralizam e uniformizam normas e procedimentos para todas as instituições participantes. Os sistemas funcionam mediante participação integrada dos Tribunais Regionais Federais e Seções Judiciárias.
Em decorrência da criação dos Juizados Especiais Federais, pela Lei n. 10.259/2001, o Conselho dotou-se, ainda, de função jurisdicional. Em setembro de 2002 começou a funcionar junto ao CJF a Turma Nacional de Uniformização da Jurisprudência dos Juizados Especiais Federais, órgão julgador colegiado que aprecia, em grau de recurso, processos oriundos dos Juizados. A uniformização da Jurisprudência dos Juizados, promovida pela Turma Nacional, é de fundamental importância para a garantia da celeridade e da segurança jurídica desses juízos.

## Corregedoria
A partir da entrada em vigor da Emenda Constitucional n. 45, o CJF passou a ter também poderes correicionais, cujas decisões terão caráter vinculante.